# 任志强
任志强（1951年3月8日—），山东省掖县（今天山东省莱州市）人，中华人民共和国企业家。历任北京市华远地产董事长、华远集团党委副书记兼董事长、北京市商业银行（北京銀行前身）监事、新华保险董事、北京市政协委员。持有中国人民大学法律硕士学位。父亲任泉生曾任商業部副部長。
任志强以敢言闻名，多次以犀利语言评论中国房地产走势和政策，公开批评中国共产党和党总书记习近平，有「任大炮」之称。
2020年3月初在中文社群媒體流傳據稱由任執筆、尖銳批評官方應对2019冠狀病毒疫情不力。2020年4月，任志強被中共北京市紀律委員會調查和檢察機關審查，加上他在2013年退休以前涉嫌违法，以贪污罪、受贿罪、挪用公款罪、国有公司人员滥用职权罪，被北京市第二中级人民法院判处有期徒刑18年。

## 生平
任志强于1951年3月8日出生于一个高干家庭。任志强两三岁的时候，随父母落户北京市。
1969年1月，文化大革命期间他被下放至陕西省延安县冯庄公社。
1969至1981年，经其父战友介绍，参加中国人民解放军，在第38集团军一一三师三三七团服役，先后任排长、连长、参谋，其间荣获了1次二等功和6次三等功。1974年4月加入中国共产党。1981至1984年任北京怡达公司副总经理。1984至1988年任北京市华远经济建设开发总公司建设部经理。
1985年，任志强被举报，并以“贪污罪”罪名被关进看守所，被关了14个月。当时任志强给自己和员工发了一大笔奖金，虽有上级批准，但在领取奖金的单据上只有签名，没有数额。由于此事存在较大争议，因此任志强拒绝认罪。1986年，法院改判任志强无罪释放。
1988至1991年，任志强任北京市华远经济建设开发总公司副总经理兼华远城市建设开发公司经理。
1991至1993年，任志强任北京市华远经济建设开发总公司总经理。
1993年8月，任志强任北京市华远集团总裁，华远集团公司总经理。其间，1993年3月至2000年4月兼北京市华远房地产股份有限公司董事长、总经理；2000年5月至2001年9月兼任北京市华远房地产股份有限公司董事长；2001年12月至2002年12月兼任北京市华远新时代房地产开发有限公司董事长兼总经理；2002年12月兼任北京市华远地产股份有限公司董事长兼总经理。
任志强曾当选为北京市西城区人大代表，后来担任北京市政协委员。他还分别在多个社团组织、大学等机构任顾问、理事、兼职教授、副主席等职务，在华远集团持有股权的合资公司或下属公司担任董事长、总经理等职。由于已到退休年龄，2011年4月20日，北京市西城区人民政府同意任志强辞去华远集团董事及董事长职务。
2013年9月22日，任志强在北京发布自传体回忆录《野心优雅》，记录了自己60年的极富传奇性的人生。
2014年11月24日，任志强在微博发表声明，宣布正式退休。

## 遭政治清算

### 背景
2009年起，司马南曾向時任国务院总理温家宝等领导人举报在民源大厦项目用地项目（现建成光华路SOHO2）上，任志强向潘石屹输送巨大利益，导致国有资产流失，但没有收到明确的反馈信息。2013年，任志强公开否认了此事，并辱骂司马南“不如猪，是个‘不看书，不看报’的专职造假者，谣言制造者”。
2013年，中國多家媒体稱：有所謂网友爆料有两个中國居民身份证姓名均為任志强，出生日期、性别、城市均一样，号码仅有一位不一样：一个前六位为“110101”（代表北京市东城区），一个为“110102”（代表北京市西城区）。任志强对此表示：110101的身份证不属于他，“其他十八位数的身份证也许是同名同姓，但不是我。谣言并不能改变事实。”大量媒体还报道：网友称，这个被任志强否认属于自己的身份证在北京拥有“90套房”。
任志強曾數度公開批評或諷刺中共中央總書記習近平領導下的一系列政策及其趨於獨裁的領導風格（詳見#政治言论）。2020年2月，网络流传一篇据传任志强所写的文章，批评执政的中国共产党对言论自由的严格管制加剧了冠状病毒的疫情。指责中共中央总书记习近平“是一位渴望权力的‘小丑’”，“那里站着的不是一位皇帝在展示自己的‘新衣’，而是一位剥光了衣服也要坚持当皇帝的小丑。” 文章还称习近平“丝毫也不掩饰自己要坚决当皇帝的野心，和谁不让我当皇帝，就让你灭亡的决心！”。同年3月，任志强失联。据香港南华早报的独立调查，这篇文章确系任志强所写。南华早报记者试图拨打任志强电话，但显示关机。据任志强的朋友透露，2016年以来任志强一直处于当局的严密监视之下，且自那時起任志強就不能發佈微博，但还能经常和朋友们见面。 美国之音引述消息人士的话说，任志强在3月12日被中共北京市纪委带走，其长子、秘书亦被纪委控制。路透社记者就此事询问北京市警方和国务院新闻办，但均未得到立即回覆。“任志强”的名字成为网络敏感词。

### 违纪被查
2020年4月7日，中共北京市纪律检查委员会、北京市监察委员会发布消息，稱北京市华远集团原党委副书记、董事长任志强涉嫌严重违纪违法，目前正接受北京市西城区纪委区监委纪律审查和监察调查。
2020年7月23日，北京市西城区纪委监察委发布通告，称任志强因严重违反共产党五项纪律，构成严重职务违法，涉嫌贪污、受贿、挪用公款、国有公司人员滥用职权犯罪，宣布开除任志强党籍处分，同时取消其享受的待遇，收缴违纪违法所得，涉嫌犯罪问题将移送检察机关依法审查起诉，所涉财物随案移送。
　　经查，任志强丧失理想信念，背弃初心使命，在重大原则问题上不同党中央保持一致，公开发表反对四项基本原则的文章，丑化党和国家形象，歪曲党史、军史，对党不忠诚、不老实，对抗组织审查；违反中央八项规定精神，违规公款吃喝，违规持有、使用公款购买的高尔夫球卡；在组织谈话时，不如实说明问题；将公权力作为谋取私利的工具，违规使用公款报销应由个人支付的费用，长期无偿使用社会商人提供的办公场所及住房，通过关联企业违规从事营利活动获取巨额利益；不正确履行职责给国有资产造成重大损失；家风败坏，家教不严，伙同子女大肆敛财。

### 审判
任志强的案件于2020年9月11日北京市第二中级法院开庭审讯。当天法院在大门周围部署大批警力，阻止记者拍摄现场。消息人士指，现场的旁听者除任的几位家属外，均为官方安排的人士，未有外界人士旁听。任志强当日精神状态“还算可以”，他未聘请律师，自行就检察官提出的指控及法官询问进行自我辩护，面对绝大部分指控均拒绝认罪并给予反驳，也有小部分问题以“记不清楚”回答，询问内容涉及任在华远期间的账务矛盾、资金流向及为家属牟利等。首次庭审从上午9点30分开始到下午3点结束，法庭宣布择日再审。
2020年9月22日，北京市第二中级人民法院对任志强案公开宣判。法院认为任志强的行为构成贪污罪、受贿罪、挪用公款罪、国有公司人员滥用职权罪，指其于2003年至2017年间，利用职务便利，贪污公款4,974万余元；收受贿赂125万余元；挪用公款6,120万元；滥用职权致使国有控股企业遭受特别重大损失1.167亿余元，其中国有股东华远集团财产损失5,378万余元，任志强个人获利1,941万余元。鉴于任志强自愿如实供述全部罪行，承认所指控的全部犯罪事实，自愿接受法院判决，加上违法所得已全部追缴，法院一审判处任志强有期徒刑18年，并处罚金人民币420万元。任志强当庭表示服从法院判决，不上诉。《北京日报》披露了案件的情节，指任志强担任董事长10年来“一人独大”，利用职务便利“贪污公款、收受贿赂、挪用公款、滥用职权”，使企业“遭受特别重大损失”，涉案金额超过2.2亿元。其中，任志强曾利用职务的便利安排财务总监焦某与他的余姓儿子签订虚假合同，支付“财务顾问费”及“钢筋款”，但余实际上未提供中介服务或钢筋。另外，任志强还接受下游承包商代垫、位于北京太阳宫地区的房屋装修款，使得该承包商得以继续承包华远的采购设备。而任志强退休后，一直继续领取在职期间的超额薪酬。
判决结果公布后，网友纷纷在社交媒体提出质疑，认为任志强案是典型的“冤案”，大量声援文章遭网管部门删除。前《中国青年报》新闻栏目《冰点》主编李大同接受台湾中央通讯社采访时提出，任志强的收入早在1995年的年收入便高达750万元人民币，已经属于高收入人群，单单算上利息都花不完，然而他在家中设宴待客，一般也就是一碗炸酱面。另外，任志强2011年退任华远地产董事长时，四次财产审计都没有问题，质疑贪污几千万的问题是否存在。他认为，任志强的四大经济罪名为当局“栽赃”，他是为了保护在他3月被留置时一并被捕的大儿子才认罪，而庭审的真实情况至今也无法被大众了解。香港時評員劉銳紹認為該判決未有「剝奪政治權利」作懲罰，估計屬淡化案件的政治味道，避免引起「紅二代」反彈。而环球时报總編輯胡锡进評論更指，對任的這個「依法審判」就是政治對抗的結果。
中国中央电视台2011年12月报道任志强接受退休审计，文章题为《任志强：审计证明我没问题 可以放心卸任》，引用任志强在微博上公开《审计决定书》和《审计报告》的消息，指他自称“除个别财务上的帐务处理之外，没有任何个人贪污腐败的问题”，“可以放心卸任，不再承担直接委托管理国有资产的法律责任”。另外，华远集团旗下的华远房地产股份有限公司于2015年4月公布监事会决议公告，指公司审议并一致通过了任志强及原总经理孙秋艳女士离任审计报告。同年10月，任志强发表微博指自己不是公务员，其年薪“不但多次经各种媒体报导，也被中纪委书记尉建行和总理朱镕基批示派专案组调查过”，是“中国最高级别的特殊待遇”。对此，前北京锋锐律师事务所合伙人刘晓原律师指出，九年前的审计结果没有发现贪污问题，现在才出贪污、挪用公款，如果以法院认定的结果为准，就证明当年的审计人员有渎职行为。人权律师莫少平也提出了质疑，表示任志强所接受的离任审计是国有企业领导的硬性规定，如果任志强存在贪污的问题，一般在离任审计的时候就应该发现，而不是到了离任之后才发觉。除此之外，莫少平发现庭审的过程也存在疑点，指由于任志强没有聘请辩护律师，无法了解控方的证据，有可能甚至到了开庭时才了解到公诉人出示的证据，而且其中的证人证据控方可能不会完全宣读。在他看来，任志强所发表的言论可以构成党纪政纪的层面的处罚，但以此追究刑事责任未免过于牵强，因为他的言行属于观点表达自由的范畴，“即便作为共产党员，也可以提出自己的不同意见，这也是党章上规定的”。

### 入狱
2022年8月，任志强在狱中的照片首度曝光。画面中，任志强身穿囚衣，头戴防尘帽，和其他狱友一同做着木工，拿着砂纸低头研磨着木具，表情有些凝重。
2024年10月，任志强女儿任心意在微信朋友圈发表致中共中央总书记习近平的公开信，称身在狱中的任志强前列腺病情恶化，又患上哮喘，但不被允许手术治疗，恳求习近平基于人道主义原则允许任志强可以保外就医，出国治疗，在家人的陪伴下度过余生，同时承诺任志强出国治疗后绝不会公开发表任何言论或内容。

## 家庭
任志强1951年出生，父母是高干，家境富裕，在三年困难时期也未挨饿。任志强的父亲曾任商业部副部长，他在其自传中提到：“老干部、大干部我见过很多，从小被领导抱着……”。1971年，九一三事件之后，曾借助父亲身份进入内部书店阅读苏联作家的反思作品。1981年，退伍后被组织安排进入公检法系统工作，但本人拒绝。改革开放后，任志强得以第一批经商也是由于从家庭得知的消息。
- 父亲：任泉生（1918年7月－2007年8月1日），1938年加入中国共产党。在抗日战争期间从新四军政治教员干到税务局局长，国共内战期间担任商业厅厅长等职。中华人民共和国成立后，最高担任商业部副部长职务[46]。
- 母亲：李秀亨，在文化大革命后期担任北京市第二商业局领导，主管北京市的烟酒副食品供应[42]。任志强表示他是受母亲的影响在国有企业从事工作[47]。
- 哥哥：任志刚，在文革时任北京航空航天大学附属中学的学生会主席。任志强回忆道哥哥对他产生了重要的影响[48]。
- 姐姐
- 妹妹
- 第一任妻子：越南劳动党主席胡志明在文化大革命前来访时，曾代表北京市少年宫演奏钢琴。中学在北京师范大学附属女子中学就读。文化大革命期间，在军队因被认为是走资派，精神受到刺激。婚后精神的不正常再次爆发，导致离婚[49]。
  - 育有一子，离婚后归女方抚养，因牵涉任志强案被判刑9年[50][41]。
- 第二任妻子：鄭雪清[50]，天主教徒[50]。
  - 小女儿：任心意，1995年出生[51][41]。

北京市西城区纪委区监委于2020年7月23日做出对任志强开除党籍的决定时，说他“家风败坏，家教不严，伙同子女大肆敛财”。

## 争议言论

### 经济言论
任志强以经常对楼市发表激进的言论而著称，例如“房地产就应该具有暴利”，“房子像钻戒，低收入者不该拥有”，“中国的房子太便宜了，年轻人就应该买不起房”，“北京不必抑制房价，连农民工都买得起”，2016年1月底又发表观点称“炸掉楼市过剩库存”，而引起媒体关注和广泛争论，因而有了“任大炮”的称号，更有外媒将其评价为“中国的”。
2010年4月，中国政府发布“国十条”干预楼市后，4月21日，任志强发表“万言书”批评楼市新政，再度引起广泛关注。4月30日，任志强在长沙对记者说，在中国人最想揍的人中，他被排在第三，排在前日本首相小泉纯一郎与前中华民国总统陈水扁之后。而在此前，2008年4月11日晚10点半，参加博鳌论坛的潘石屹则称任志强在“最想揍的人”中，排第二。2010年5月7日下午，任志强在大连富丽华酒店出席房产论坛时，遭人扔鞋。

### 政治言论
2010年，任志强曾在接受采访中表示中国现阶段不能实行民主。2012年，任志强在接受《中国经营报》采访时曾称他的理想是“做一个优秀的共产党员”。然而之后，其在微博上经常发表呼吁中国建立西式民主政治的言论，部分言论甚至被指反共。2013年，任志強在北京大學演講，號召學生“聯合起來推倒面前這道牆，重新建立社會民主制度”。2015年2月14日，任志強在出席“中國經濟50人論壇2015年年會”時發言說，“政府過度強調了槍桿子和刀把子，反對西方的價值觀，文革之風又起來了。”2015年9月21日，任志强转发了中国共青团中央关于“我们是共产主义接班人”微博，称“‘我们是共产主义接班人’这个口号骗了十几年”，引发争议。
根據媒體報道，任志强在微博上发表的言论还包括“八荣八耻不符合现代的价值”，“习近平班子‘让车轮倒转’，军队‘枪口对内’”、“习近平‘连续出臭棋’”、否定习近平所提的“两个不能否定”、“共产党极权、不合法”、“当今体制是垄断的皇权、中央极权”等。此外，他还大量发表坚持“资产阶级自由化”立场、“反对四项基本原则”的言论，同时还支持宪政，支持“台湾（中华民国）政权”合法。
2016年2月27日，央視網發表文章《任志強的拋物線還有多長？》，稱任志強受邀在北京大學百年大講堂上公開演講的言論成爲其“洗不掉的政治汙點”，並指出曾“行賄趙安歌190萬元的違法事實”，指出其有煽動顛覆國家政權罪和行賄罪。2月28日，中青網發表文章說“必須對任志強進入問責階段”，因其“嚴重危害國家政治安全，違反憲法，違反《國家安全法》”。
2016年2月19日，中共中央总书记习近平视察中国中央电视台，后者打出「央视姓党，绝对忠诚，请您检阅」的标语，任志强尖锐批评。
比如，习总书记发表讲话后，网络知名大V、优秀共产党员任志强就于当日晚上在微博上说“人民政府啥时候改党政府了？花的是党费吗？”还称“这个不能随便改！”“别用纳税人的钱去办不为纳税人提供服务的事。”紧接着，任志强又叫喊道：“彻底的分为对立的两个阵营了？当所有的媒体有了姓，并且不代表人民的利益时，人民就被抛弃到被遗忘的角落了！”——《网友为何要给任志强上党课》
2016年2月22日，千龙网发表《网友为何要给任志强上党课》，后被中国大陆网信办转载。此文直指任志强，同时有评论称“任志强是西方宪政民主的传声筒”。不久，国内親官方媒体纷纷跟进批判号称“任大炮”的他发表的“官媒姓党不姓民”的言论。觀察者網評論称，“党媒姓党”踩到了任志强的尾巴，并说“他打着为民代言的旗号，意在煽动普通民众反对党和政府的激愤情绪”。2月28日，其新浪和腾讯微博账号因“持续发布违法信息”被中国国家互联网信息办公室关闭，且不允许使用另一昵称重新注册。分析称，这样的处理结果是“隔山打牛”，因为《谁给了任志强“反党”的底气》一文就差点名任志强常常半夜通话的领导了。安徽出版集团董事长王亚非呼吁揪出千龙网背后，那个借批任志强之名，行讽“打虎英雄”之实的幕后黑手。
千龙网以“半夜三更喜欢给领导打电话”去形容任志强，再质问谁给他“反党”的勇气，不就是将矛头直指王岐山，暗批王替任志强撑腰反习反党吗？——新加坡《联合早报》
新浪微博上，「立场坚定斗志强」、「党媒姓党，理直气壮」很快成为热门话题。中共中央党校教授蔡霞发表《党章党规保护任志强们的党员权利》为任志强辩护，称任是在行使「党员权利」，也受到官媒、舆论和各共青团账号反对。
2月29日晚，中共北京市西城区委下发《关于正确认识任志强严重违纪问题的通知》。通知称，任志强在网上持续公开发布违法信息和错误言论并产生恶劣影响，严重损害党的形象。北京西城区委将根据《中国共产党纪律处分条例》的有关规定对任志强作出严肃处理。同日，任志强所在的华远集团党委也下发了《关于加强意识形态工作的意见》，规定集团党员职工不得编造、传播政治谣言，丑化党和国家形象。
但情勢旋即變化，2月29日，《中国纪检监察报》刊发文章《千人之诺诺，不如一士之谔谔》，文章引述中共中央总书记习近平在参加中共河北省委常委班子“专题民主生活会”时的讲话，“小问题没人提醒，大问题无人批评，以致酿成大错，正所谓‘千人之诺诺，不如一士之谔谔’啊！”文章引述唐太宗李世民和大臣魏徵的關係等歷史典故進一步闡述，並稱能否廣開言路，接受建議，常常決定一個朝代的盛衰。其後进入3月，各大媒體对任志强的批判突然完全停止，而任志强并没有受到任何处分。據《紐約時報》引述消息人士稱，當局想嚴厲懲罰任志強的做法遭到黨內人士的反對，包括黨內地位相當高的人，因此當局暫時未有作出懲罰。
2016年5月2日，中共西城區委通報，任志強因多次在微博、博客等網絡平台和其他公開場合公開發表違背四項基本原則、違背黨的路線方針政策等方面的錯誤言論，嚴重違反黨的政治紀律，被處留黨察看一年處分。《纽约时报》报道指出，若任志强再次违纪，可能会遭驱逐出党。據BBC報道，此後任志強淡出輿論視野，開始從事木工創作。
在任志强的个人官方认证微博被关闭了三个月后的2016年6月2日晚上，任志强开通了付费语音问答平台“分答”的账号，回答网友提出的问题，主要讨论话题集中在房价走向和改革方向，以及任志强个人近况。然而，他于当晚所开通的分答仅存在了一晚便被关闭。對任志強的批判被一些北京市民稱為「十日文革」。

## 延伸阅读
- 《野心优雅 任志强回忆录》江苏文艺出版社2013年10月初版，ISBN 9787539965819